# Tragedia en la iglesia de Santa Teresa
La tragedia en la iglesia de Santa Teresa consistió en una estampida humana que ocurrió el 9 de abril de 1952 durante una misa del Nazareno de San Pablo en la Basílica de Santa Teresa, en Caracas, Venezuela, después de que uno de los presentes gritara que había un incendio y provocara la estampida. Como resultado de la asfixia y el aplastamiento, 46 personas murieron y 115 resultaron heridas.

## Estampida
El 9 de abril de 1952, un miércoles Santo, aproximadamente a las 4 y 45 de la mañana, mientras se llevaba a cabo la tradicional misa del Nazareno de San Pablo en la Basílica de Santa Teresa, en Caracas, uno de los asistentes gritó que había un incendio. Los presentes entraron en pánico e intentaron escapar. Como resultado de la asfixia y el aplastamiento, 46 personas murieron, 23 de ellas menores de edad, y 115 resultaron heridas.

## Impacto
La estampida es incluida en la película de 1959 de Román Chalbaud Caín adolescente. Uno de los segmentos del programa radial venezolano Nuestro Insólito Universo fue dedicado a narrar los sucesos de la estampida. En 2015, se prohibió llevar velas encendidas a la basílica para evitar eventos como el de la estampida en 1952.